# Sapintus teapensis
Sapintus teapensis är en skalbaggsart som först beskrevs av Champion 1890.  Sapintus teapensis ingår i släktet Sapintus och familjen kvickbaggar. Inga underarter finns listade i Catalogue of Life.